# Manfred Henninger
Manfred Henninger (* 2. Dezember 1894 in Backnang; † 5. Oktober 1986 in Stuttgart) war ein deutscher Maler, Zeichner, Grafiker, Keramiker und Hochschullehrer. Als Künstler wird er dem Expressiven Realismus und der Verschollenen Generation zugerechnet.

## Leben
Nach einer Konditorlehre studierte der Kriegsfreiwillige von 1920 bis 1928 an der Stuttgarter Kunstakademie bei Robert Poetzelberger, Christian Landenberger und Heinrich Altherr, in Dresden bei Oskar Kokoschka. Der Erste Weltkrieg machte den Freiwilligen zum entschiedenen Anhänger des Pazifismus, später erfolgte eine Annäherung an den linken Schriftsteller Friedrich Wolf. Henninger war 1929 Mitbegründer der Stuttgarter Neuen Sezession. 1931 unternahm er eine Reise nach Italien mit Sepp Vees und Gustav Schopf. 1933 emigrierte er über die Schweiz nach Ibiza und von dort wegen des spanischen Bürgerkrieges ins Tessin, wo er dem in Ronco sopra Ascona wirkenden Circolo Verbano angehörte. 1949 erfolgte seine Berufung an die Staatliche Akademie der bildenden Künste Stuttgart als Leiter der Malklasse für Landschaft und Bildnis, er unterrichtete dort bis zum Jahre 1961. 1955 bis 1957 war er Rektor der Akademie, anschließend für zwei Jahre Prorektor. Zu seinen bekanntesten Schülern zählen Klaus Heider, Peter Kalkhof, Günther C. Kirchberger, Roland Ladwig, Hans Schreiner und Friedrich Sieber.
In seinen Erinnerungen an meine Lehrtätigkeit an der Stuttgarter Akademie, die der Hochbetagte 1976 in den von Wolfgang Kermer herausgegebenen Akademie-Mitteilungen veröffentlichte, resümierte er:
Ich kann sagen, daß die Lehrtätigkeit befruchtend auf meine eigene Arbeit gewirkt hat. Die Beurteilung so vieler Schüler hat mich in der Beurteilung meiner eigenen Werke bestimmter gemacht. Ich verdanke ihnen viel Erfahrung und beglückende Erinnerung. – Talente sind sehr selten. Das, was den Wert der Kunst ausmacht, ist schon im einzelnen Menschen vorbereitet. Der Einfluß des Lebens kann nur weckend und begeisternd sein.
Seine Arbeiten kreisen häufig um die Themenfelder menschliche Figur und Landschaft und können als spätimpressionistisch bezeichnet werden.
Henninger empfing mehrere Auszeichnungen und Ehrungen: So wurde er 1962 zum Ehrenmitglied der Stuttgarter Kunstakademie ernannt, 1975 erhielt er den Verdienstorden des Landes Baden-Württemberg, 1979 die Bürgermedaille der Stadt Stuttgart, 1979 das Große Bundesverdienstkreuz und 1985 den Stern dazu. 1985 wurde ihm der Hans-Thoma-Preis verliehen.
Manfred Henninger war Mitglied im Deutschen Künstlerbund.
Henninger war seit 1928 mit Maria Kress (gest. 1974) verheiratet. Aus der Ehe gingen die Söhne Arnold (1929–2015) und Markus (geb. 1931) hervor.

## Ausstellungen
- 2019/20: Farbenrausch. Die Natur im Werk des Spätimpressionisten Manfred Henninger, Museum im Kleihues-Bau Kornwestheim
- 2010: Manfred Henninger, Museum Sammlung Nuss
- 2002: Retrospektive Manfred Henninger, Kallmann-Museum
- 1985: Manfred Henninger. Retrospektive 1919-1984. Malerei aus der Farbe. Staatliche Kunsthalle Berlin
- 1985: Manfred Henninger – die Einheit von Mensch und Natur: eine Ausstellung aus Anlaß der Verleihung des Hans-Thoma-Preises 1985, Hans-Thoma-Museum Bernau/Schwarzwald
- 1979: Manfred Henninger: Maler und Lehrer. Akademie der Bildenden Künste Stuttgart
- 1979: Manfred Henninger: Malerei und Zeichnung, Städtische Galerie Albstadt
- 1975: Retrospektive Manfred Henninger. Ölbilder, Aquarelle, Pastelle, Zeichnungen, Druckgraphik, Keramik. Württembergischer Kunstverein
- 1948: Galerie Chichio Haller, Zürich[3]